# Ezra Zilkha
Ezra Khedouri Zilkha ( 31. července 1925 Bagdád – 2. října 2019) byl irácko-americký podnikatel. Byl synem bankéře Khedouriho Zilkhy. Vyrůstal jak ve svém rodném Bagdádu, tak i v Bejrútu, Káhiře a později v New Yorku. Později pracoval například v Hongkongu, Londýně, Amsterdamu a Paříži. Později působil v několika společnostech v USA. V roce 1985 byl jeho majetek odhadován na 150 miliónů amerických dolarů a byl zařazen do žebříčku Forbes 400 mezi nejbohatší Američany. Jeho manželkou byla Cecile Iny, s níž měl tři děti Donalda, Donnu a Bettinu. Roku 1999 vydal autobiografickou knihu nazvanou From Baghdad to Boardrooms: My Family's Odyssey.